# Alaksandr Azarczankau
Alaksandr Michajławicz Azarczankau (biał. Аляксандр Міхайлавіч Азарчанкаў, ros. Александр Михайлович Азарченков, Aleksandr Michajłowicz Azarczenkow; ur. 17 kwietnia 1944 w Zabołociu w rejonie tołoczyńskim) – białoruski inżynier, kołchoźnik, działacz państwowy i polityk, członek Partii Agrarnej, deputowany do Rady Najwyższej Republiki Białorusi XIII kadencji, w latach 1996–2004 deputowany do Izby Reprezentantów Zgromadzenia Narodowego Republiki Białorusi I i II kadencji.

## Życiorys

### Młodość i praca
Urodził się 17 kwietnia 1944 roku we wsi Zabołocie, na terytorium okupowanym przez III Rzeszę (wcześniej i później w rejonie tołoczyńskim obwodu witebskiego Białoruskiej SRR, ZSRR). W 1968 roku ukończył Białoruski Instytut Mechanizacji Gospodarstwa Wiejskiego, uzyskując wykształcenie inżyniera mechanika. W 1986 roku ukończył Mińską Wyższą Szkołę Partyjną, uzyskując wykształcenie politologa. Pracę rozpoczął jako laborant w szkole średniej w Tołoczynie. W latach 1968–1974 pracował jako główny inżynier (według innego źródła – inżynier mechanik) w kołchozie im. G. Dymitrowa. W latach 1975–1979 był przewodniczącym kołchozów „1 Maja” i „Gigant” (według innego źródła – zastępcą przewodniczącego kołchozu „1 Maja” i przewodniczącym kołchozu „Gigant”). W latach 1979–1982 pełnił funkcję kierownika Wydziału Gospodarstwa Wiejskiego Tołoczyńskiego Rejonowego Komitetu Wykonawczego. W latach 1982–1992 pracował jako przewodniczący Postawskiego Rejonowego Komitetu Wykonawczego, pierwszy sekretarz Czaśnickiego Komitetu Rejonowego Komunistycznej Partii Białorusi. W latach 1992–1997 był pierwszym zastępcą przewodniczącego Komitetu ds. Rolnictwa i Gospodarki Żywnościowej Witebskiego Obwodowego Komitetu Wykonawczego. Od 1997 roku pełnił funkcję dyrektora generalnego Witebskiego Obwodowego Przedsiębiorstwa Paliwowego.

### Działalność parlamentarna
Alaksandr Azarczankau wchodził w skład Partii Agrarnej. W drugiej turze wyborów parlamentarnych 28 maja 1995 roku został wybrany na deputowanego do Rady Najwyższej Republiki Białorusi XIII kadencji z Tołoczyńskiego Okręgu Wyborczego Nr 52. 9 stycznia 1996 roku został zaprzysiężony na deputowanego. Od 23 stycznia pełnił w Radzie Najwyższej funkcję członka Stałej Komisji ds. Agrarnych i Rozwoju Socjalnego Wsi. Należał do frakcji agrariuszy. Od 3 czerwca był przewodniczącym grupy roboczej Rady Najwyższej ds. współpracy z parlamentem Republiki Mołdawii. 21 czerwca został członkiem delegacji Rady do Zgromadzenia Parlamentarnego Stowarzyszenia Białorusi i Rosji. Poparł dokonaną przez prezydenta Alaksandra Łukaszenkę kontrowersyjną i częściowo nieuznaną międzynarodowo zmianę konstytucji. 27 listopada 1996 roku przestał uczestniczyć w pracach Rady Najwyższej i wszedł w skład utworzonej przez prezydenta Izby Reprezentantów Zgromadzenia Narodowego Republiki Białorusi I kadencji. Pełnił w niej funkcję członka Komisji Agrarnej. Zgodnie z Konstytucją Białorusi z 1994 roku jego mandat deputowanego do Rady Najwyższej formalnie zakończył się 9 stycznia 2001 roku; kolejne wybory do tego organu jednak nigdy się nie odbyły.
21 listopada 2000 roku został deputowanym do Izby Reprezentantów II kadencji z Tołoczyńskiego Okręgu Wyborczego Nr 31. Pełnił w niej funkcję przewodniczącego Stałej Komisji ds. Agrarnych. Wchodził w skład zjednoczenia deputackiego „Za Związek Ukrainy, Białorusi i Rosji” oraz grup deputackich: „Jedność” i „Deputowany Ludowy”. Był także deputowanym do Zgromadzenia Parlamentarnego Związku Białorusi i Rosji. Pełnił w nim funkcję członka Komisji ds. Polityki Ekonomicznej. Jego kadencja w Izbie Reprezentantów zakończyła się 16 listopada 2004 roku.

## Odznaczenia
- Medal „Za pracowniczą wybitność” (1974, ZSRR)[2];
- Gramota Pochwalna Zgromadzenia Narodowego Republiki Białorusi[3].

## Życie prywatne
Alaksandr Azarczankau jest żonaty, ma dwie córki i syna. W 1995 roku mieszkał w Witebsku.